# Cyclopina balearica
Cyclopina balearica is een eenoogkreeftjessoort uit de familie van de Cyclopinidae.